# 見失いかけた愛〜クライング・イン・ザ・レイン〜
「見失いかけた愛〜クライング・イン・ザ・レイン〜」は、1979年10月1日に日本コロムビアから発売された井上純一の5枚目のシングルである。

## 概要
ジャニーズ在籍時代、最後のシングルとなった。
2022年3月時点、未CD化。

## 収録曲
A面
1. 見失いかけた愛〜クライング・イン・ザ・レイン〜 [3:30]
作詞:Steve Coe/日本語詞:山川啓介/作曲:Bob Mitchell/編曲:大谷和夫

B面
1. 夕映えの街で [3:57]
作詞:山川啓介/作曲:芳野藤丸/編曲:大谷和夫